# Baghlia
Baghlia là một đô thị thuộc tỉnh Boumerdès, Algérie. Dân số thời điểm năm 2002 là 15.854 người.